# Czesław Dęga

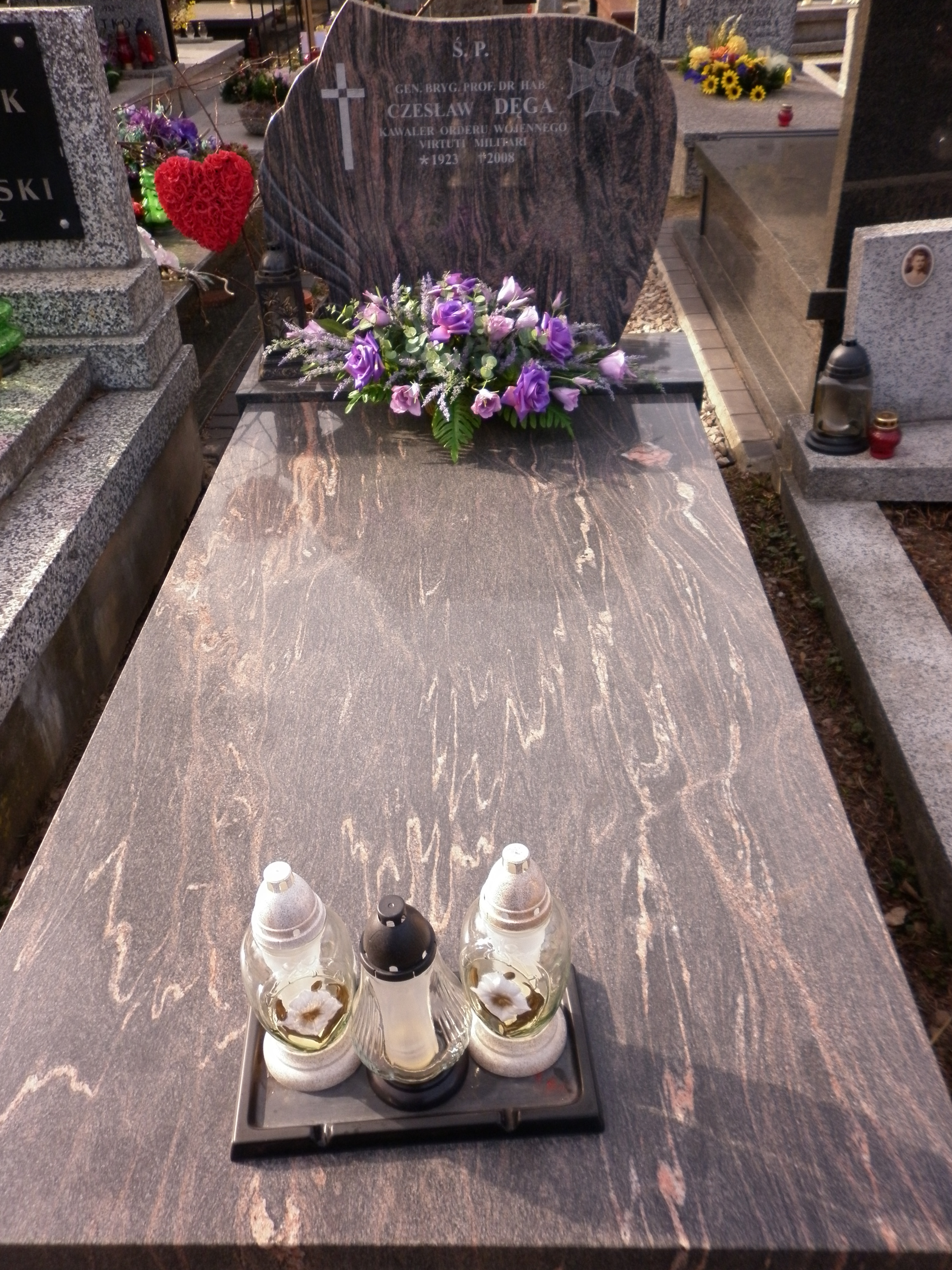
Nagrobek Czesława Dęgi

Czesław Dęga (ur. 23 stycznia 1923 w Szczecynie, zm. 19 marca 2008) – polski wojskowy i dyplomata, generał brygady Wojska Polskiego, profesor doktor habilitowany nauk wojskowych, ambasador PRL na Kubie i Jamajce, działacz PZPR.

## Życiorys
Urodził się w rodzinie nauczyciela. Do 1939 ukończył trzy klasy Gimnazjum im. marszałka Józefa Piłsudskiego w Pińsku. W czasie okupacji pracował jako pomocnik elektromontera i elektromonter. W czerwcu 1943 wstąpił do radzieckiej 37 Jelskiej Brygady Partyzanckiej. Od sierpnia 1943 do sierpnia 1944 roku walczył w szeregach Zgrupowania Partyzanckiego „Jeszcze Polska nie zginęła” pod dowództwem Roberta Satanowskiego). W sierpniu 1944 został wcielony do ludowego Wojska Polskiego. Służył jako dowódca plutonu w 37 pułku artylerii lekkiej 8 Dywizji Piechoty, w którym ukończył polowy kurs szkoły podoficerskiej. Z jednostką przeszedł cały szlak bojowy. Uczestniczył w walkach nad Nysą Łużycką, na Łużycach oraz w niemieckich i czeskich Sudetach. W czerwcu 1945 wraz z 37 pułkiem artylerii lekkiej został skierowany do obrony rejonów Sanoka i Baligrodu przed oddziałami UPA.
W czerwcu 1946 ukończył kurs dowódców dywizjonów w Centrum Wyszkolenia Artylerii w Toruniu i został awansowany na porucznika artylerii. Po zakończeniu kursu został wyznaczony na pomocnika kierownika sekcji w Sekcji Artylerii Wydziału II Departamentu Personalnego MON. Od sierpnia 1948 do maja 1950 studiował w Wojskowej Akademii Artyleryjskiej im. Feliksa Dzierżyńskiego w Moskwie. Po powrocie do kraju został skierowany do Oficerskiej Szkoły Artylerii w Toruniu, gdzie był kolejno starszym wykładowcą artylerii (1950–1951) i kierownikiem Cyklu Taktyki Artylerii (1951–1953). W latach 1953–1954 był w pierwszej grupie oficerów LWP jako dowódca 2. polskiej grupy kontrolnej w Komisji Nadzorczej Państw Neutralnych w Korei. Po powrocie do kraju został skierowany do Akademii Sztabu Generalnego WP im. gen. broni Karola Świerczewskiego na stanowisko starszego wykładowcy sprzętu artyleryjskiego, rozpoznania i pomiarów Katedry Techniki Artylerii w Fakultecie Artylerii. Od września 1954 był komendantem Fakultetu Artylerii ASG. W styczniu 1957 Rada Naukowa ASG WP nadała mu stopień doktora nauk wojskowych po obronie pracy „Zwalczanie artylerii nieprzyjaciela w działaniach zaczepnych”. Promotorem jego pracy doktorskiej był gen. bryg. Leon Dubicki.
Następnie został skierowany do Zarządu II Sztabu Generalnego WP, gdzie po przeszkoleniu pełnił funkcję zastępcy attache wojskowego, a od września 1958 attaché wojskowego, morskiego i lotniczego Ambasady PRL w Londynie. Skompromitował tę placówkę swoim postępowaniem jako rezydent. Do kraju powrócił w 1961 i objął stanowisko szefa Wydziału Rozpoznawczego w Szefostwie Artylerii WP. W 1962 ukończył Wyższy Kurs Akademicki w Wojskowej Akademii Artyleryjskiej im. M. Kalininia w Leningradzie. W latach 1962–1964 dowodził 18 Brygadą Artylerii w Bolesławcu. Brygada ta była wyposażona w pierwszą generację rakiet operacyjno-taktycznych. Na tym stanowisku w październiku 1963 roku awansował na stopień generała brygady.
W maju 1964 roku został dowódcą Wojsk Rakietowych i Artylerii Śląskiego Okręgu Wojskowego we Wrocławiu. Od lipca 1967 do września 1970 był zastępcą dowódcy Wojsk Obrony Powietrznej Kraju ds. liniowych. W 1971 ukończył Kurs Kadry Kierowniczej w Wojskowej Akademii Sztabu Generalnego Sił Zbrojnych ZSRR im. Klimenta J. Woroszyłowa w Moskwie. W latach 1971–1974 i 1975–1978 był szefem Katedry Taktyki Wojsk Rakietowych i Artylerii Akademii Sztabu Generalnego WP. Od maja 1974 do lutego 1975 był zastępcą przedstawiciela PRL do spraw wojskowych w Międzynarodowej Komisji Nadzoru i Kontroli w Wietnamie. W latach 1976-1978 ukończył Wieczorowy Uniwersytet Marksizmu-Leninizmu dla kadry kierowniczej WP. W maju 1978 został komendantem Wydziału Wojsk Lądowych Akademii Sztabu Generalnego WP (do sierpnia 1983). W okresie służby w ASG był promotorem 12 prac doktorskich.
W okresie stanu wojennego był w latach 1981–1983 komisarzem wojskowym w Ministerstwie Spraw Zagranicznych. W sierpniu 1983 został urlopowany z WP i skierowany na stanowisko kierownika Wydziału Zagranicznego Komitetu Centralnego Polskiej Zjednoczonej Partii Robotniczej (1984–1985). Od sierpnia 1985 do października 1989 pełnił misję ambasadora nadzwyczajnego i pełnomocnego PRL na Kubie i Jamajce.
Członek PPR i PZPR. W latach 1976–1980 był przewodniczącym Towarzystwa Przyjaźni Polsko-Wietnamskiej. W 1983 wybrany w skład Krajowej Rady Towarzystwa Przyjaźni Polsko-Radzieckiej.
W latach 1973–1980 był prezesem Wojskowego Klubu Sportowego „Kadra” Rembertów.
15 grudnia 1989 oficjalnie pożegnany przez ministra obrony narodowej, gen. armii Floriana Siwickiego w związku z zakończeniem zawodowej służby wojskowej. W stan spoczynku przeniesiony został w marcu 1990. Na emeryturze zajmował się pisarstwem i działalnością publicystyczną.
Pochowany 27 marca 2008 roku na Wojskowych Powązkach w Warszawie (kwatera FII-4-10).

## Awanse
W trakcie wieloletniej służby w ludowym Wojsku Polskim otrzymywał awanse na kolejne stopnie wojskowe:
- podporucznik – 1944
- porucznik – 1946
- kapitan – 1948
- major – 1950
- podpułkownik – 1952
- pułkownik – 1958
- generał brygady – 1963

## Odznaczenia
- Order Virtuti Militari V klasy (1946)
- Order Sztandaru Pracy II klasy (1964)
- Krzyż Komandorski Orderu Odrodzenia Polski (1983)[8]
- Krzyż Partyzancki (1946)
- Krzyż Batalionów Chłopskich (1992)
- Medal za Odrę, Nysę, Bałtyk
- Medal Zwycięstwa i Wolności 1945
- Medal 10-lecia Polski Ludowej
- Medal 30-lecia Polski Ludowej
- Medal 40-lecia Polski Ludowej
- Złoty Medal „Siły Zbrojne w Służbie Ojczyzny”
- Srebrny Medal Siły Zbrojne w Służbie Ojczyzny
- Brązowy Medal Siły Zbrojne w Służbie Ojczyzny
- Złoty Medal „Za zasługi dla obronności kraju” (1973)
- Srebrny Medal „Za zasługi dla obronności kraju”
- Brązowy Medal „Za zasługi dla obronności kraju”
- Medal Komisji Edukacji Narodowej (1977)
- Złoty Medal „Za Zasługi dla Pożarnictwa” (1968)[9]
- Medal "Za długoletnią, ofiarną służbę" (nadany przez ministra obrony narodowej, 1989)
- Order Czerwonego Sztandaru (ZSRR, 1968)
- Order Wojny Ojczyźnianej I klasy (ZSRR, 1989)
- Order Czerwonego Sztandaru (Czechosłowacja, 1970)[10]
- Komandoria Orderu Tadj (Iran, 1976)
- Medal „Za zwycięstwo nad Niemcami w Wielkiej Wojnie Ojczyźnianej 1941–1945” (Związek Radziecki)

I inne.

## Wybrane publikacje
- W pokojowej misji, Wydawnictwo Ministerstwa Obrony Narodowej, Warszawa 1977.
- W lesie i na froncie, Wydawnictwo Ministerstwa Obrony Narodowej, Warszawa 1981, ISBN 83-11-06666-3, Warszawa 1986, ISBN 83-11-07188-8.
- Środki walki wojsk lądowych, Wydawnictwo Ministerstwa Obrony Narodowej, Warszawa 1986, ISBN 83-11-07270-1.
- Z dziejów zgrupowania partyzanckiego „Jeszcze Polska nie zginęła”, Bellona, Warszawa 1988, ISBN 978-83-11-11013-7.
- Uzbrojenie i pole walki wojsk lądowych do 2020 roku (1995), Bellona, Warszawa 1995, ISBN 83-11-08383-5.
- Oficerowie XXI wieku, Bellona, Warszawa 2003, ISBN 83-11-09600-7.

## Życie prywatne
Syn Jana, rolnika, aresztowanego w 1939 przez NKWD i zamordowanego w nieznanych okolicznościach i Heleny z domu Daca. Mieszkał w Warszawie, był dwukrotnie żonaty, miał cztery córki.